# تپه و گورستان توکلی دمئی
تپه و قبرستان توکلی دمئی مربوط به هزاره دوم قبل از میلاد است و در شهرستان نمین، بخش آبی بیگلو، روستای قزل قیه واقع شده و این اثر در تاریخ ۱۲ بهمن ۱۳۸۱ با شمارهٔ ثبت ۷۳۹۵ به‌عنوان یکی از آثار ملی ایران به ثبت رسیده است.